# Asphodelus bento-rainhae
Asfodel Asphodelus bento-rainhae je rostlina z čeledi asfodelovité.
Rostlina je uvedena v seznamu přísně chráněných druhů rostlin podle přílohy č. 1 Úmluvy o ochraně evropské fauny a flóry a přírodních stanovišť
Je to endemit Pyrenejského poloostrova, vyskytující se pouze ve 2 oblastech, a to ve 2 odlišných formách. Asphodelus bento-rainhae subsp. bento-rainhae roste v Portugalsku v pohoří Serra da Gardunha, Asphodelus bento-rainhae subsp. salmanticus ve španělské provincii Salamanca. Nachází se na otevřených stanovištích na hlubších půdách na severně až severovýchodně orientovaných svazích a při okrajích dubových a kaštanovníkových lesů.